# Jason Parker (schaatser)
Jason Parker (Yorkton (Saskatchewan, Canada), 13 mei 1975) is een voormalig langebaanschaatser uit Canada. De middenafstanden 1000 en 1500 meter waren zijn specialiteit. Aan het eind van zijn carrière lag de nadruk op de ploegenachtervolging, waarmee hij met het Canadese team zilver won op de Olympische Winterspelen van 2006 in Turijn.

## Persoonlijke records
| Afstand      | Tijd     | Datum            | Baan           |
| ------------ | -------- | ---------------- | -------------- |
| 500 meter    | 36,29    | 15 januari 1999  | Calgary        |
| 1000 meter   | 1.09,39  | 30 januari 2000  | Calgary        |
| 1500 meter   | 1.45,43  | 18 november 2005 | Salt Lake City |
| 3000 meter   | 3.47,82  | 29 oktober 2005  | Calgary        |
| 5000 meter   | 6.49,60  | 14 oktober 2000  | Calgary        |
| 10.000 meter | 14.52,95 | 26 februari 1997 | Nagano         |

## Resultaten
| jaar | Olympische Spelen | Wereldbeker                    | WK Afstanden        | WK Allround | WK Junioren |
| ---- | ----------------- | ------------------------------ | ------------------- | ----------- | ----------- |
| 1994 |                   |                                |                     |             | NC17        |
| 1995 |                   |                                |                     |             |             |
| 1996 |                   | 34e 1000m 24e 1500m 49e 5k/10k | 12e 1500m           | -           |             |
| 1997 |                   | 37e 500m 9e 1000m              | 12e 1500m           | 12e         |             |
| 1998 | -                 | 35e 1000m 19e 1500m            | 6e 1500m            | NC22        |             |
| 1999 |                   | 4e 1000m 10e 1500m             | 6e 1000m 12e 1500m  | -           |             |
| 2000 |                   | 9e 1000m 7e 1500m              | 5e 1000m 5e 1500m   | -           |             |
| 2001 |                   | 23e 1000m 19e 1500m            | 11e 1500m           | -           |             |
| 2002 | -                 | 47e 500m 35e 1000m 32e 1500m   |                     | -           |             |
| 2003 |                   | 12e 1000m 23e 1500m            | 18e 1000m 20e 1500m | -           |             |
| 2004 |                   | 43e 1000m 39e 1500m            | -                   | -           |             |
| 2005 |                   | -                              | -                   | -           |             |
| 2006 | achtervolging     | 25e 1500m                      |                     | -           |             |

### Medaillespiegel
| kampioenschap     | goud | zilver | brons |
| ----------------- | ---- | ------ | ----- |
| Olympische Spelen | 0    | 1      | 0     |
| Wereldbeker       | 0    | 0      | 0     |
| WK Afstanden      | 0    | 0      | 0     |
| WK Allround       | 0    | 0      | 0     |
| WK Junioren       | 0    | 0      | 0     |